# Homo luzonensis
Homem de Callao (Homo luzonensis) refere-se a restos de hominídeos fossilizados descobertos na Caverna de Callao, Luzon, nas Filipinas em 2007 por Armand Salvador Mijares. Especificamente, o achado inicial consistiu em um único Metatarso de 61 milímetros que, quando datado usando  ablação de série de urânio, descobriu-se ter 67 000 anos de idade, datando do Pleistoceno tardio.
Em 2019, um artigo na revista acadêmica Nature descreveu a subsequente "descoberta de doze elementos adicionais do hominídeo que representam pelo menos três indivíduos que foram encontrados na mesma estratigrafia da Caverna de Callao como o metatarso previamente descoberto" e identificou os fósseis como pertencentes a espécie recém descoberta, Homo luzonensis, com base nas diferenças das espécies identificadas anteriormente no gênero Homo, incluindo a H. floresiensis e a H. sapiens.

## Descrição
Embora a teoria inicial da migração humana para as Filipinas propusesse o uso de pontes terrestres durante o último período glacial, a moderna leitura batimétrica do Estreito de Mindoro e da Passagem de Sibuto sugerem que nenhuma das duas opções teriam ficado totalmente fechadas. Portanto, a teoria atual é que o homem de Callao e seus contemporâneos em Luzon chegaram até a Sondalândia por embarcações.
O pequeno tamanho dos molares do hominídeo sugere que tenha sofrido de nanismo insular, similar ao Homo floresiensis; a curvatura de seus dígitos sugere que escalava árvores.
Restos de animais também foram encontrados na mesma camada de sedimento, o que indica que o homem de Callao tinha um grau de conhecimento no uso de ferramentas, embora nenhuma ferramenta de pedra tenha sido encontrada. Os ossos dos animais eram de veado (Cervus mariannus), porcos e um tipo de gado extinto. Devido ao fato de que ferramentas de pedra e restos de rinocerontes datados a 700 000 anos atrás foram encontrados na área, essa linhagem pode ter sido isolada na ilha por quase um milhão de anos.